# John Celardo
John Celardo est un dessinateur de comics américain né le 27 décembre 1918 et décédé le 6 janvier 2012 à Staten Island (États-Unis). Il est principalement connu pour son travail sur Tarzan.

## Biographie
Né à Staten Island, il y passe la plus grande partie de sa vie. Il commence sa carrière à la fin des années 1930 en tant que dessinateur animalier pour la National Youth Administration au zoo de Staten Island. Pendant la Seconde Guerre mondiale, il est envoyé en France, où il acquiert le grade de capitaine. De retour à Staten Island, il prend des cours de dessin par correspondance et suit intensivement les cours de l'Art Students League of New York, de la School of Industrial Arts (en) et de la School of Visual Arts. Après des avoir fait des dessins humoristiques sur le sport pour les magazines de Street & Smith, Celardo commence à faire des comic books, notamment avec Eisner & Iger. Dans les années 1940, il est assistant directeur artistique et devient un important contributeur de Fiction House, entre autres pour Wings Comics, une série dont le thème est l'aviation. Il travaille également pour American Comics Group, DC Comics, Gold Key Comics, Quality Comics, St. John, etc. Il fait aussi des comic strips.
Début 1954, il succède à Bob Lubbers comme dessinateur du strip de Tarzan. Il dessine 4 350 strips quotidiens et 724 pages dominicales. Son travail apparait dans 225 journaux de 12 pays. Il continue Tarzan jusqu'à ce que Russ Manning lui succède dans les années 1960. Il dessine le strip quotidien de Buz Sawyer à partir de 1983 jusqu'à son interruption en 1989. Dans les années 1960, il a également fait des illustrations pour les cartes de chewing-gums Topps. De 1973 au milieu des années 1990, il est éditeur à King Features Syndicate.
Il est membre de Artists and Writers, de la National Cartoonists Society.
Il est mort le 6 janvier 2012.